# Ingrid Kristiansen
Ingrid Kristiansen (geb. Christensen; * 21. März 1956 in Trondheim) ist eine ehemalige norwegische Langstreckenläuferin und Skilangläuferin.
Als Skilangläuferin startete Kristiansen international im Jahr 1973 erstmals bei den Europa-Juniorenmeisterschaften in Kawgolowo und holte dabei die Silbermedaille mit der Staffel. Im folgenden Jahr gewann sie bei den Europa-Juniorenmeisterschaften in Autrans die Goldmedaille mit der Staffel und im Jahr 1975 in Lieto die Bronzemedaille mit der Staffel. Bei den Nordischen Skiweltmeisterschaften 1978 in Lahti errang sie den 21. Platz über 5 km. Außerdem wurde sie von 1971 bis 1975 fünfmal in Folge norwegische Meisterin mit der Staffel von Sportsklubben Freidig und in den Jahren 1977, 1978 und 1980 mit der Staffel von Strindheim IL.
Bei den Leichtathletik-Weltmeisterschaften 1987 in Rom siegte Kristiansen über 10.000 Meter. In den Jahren 1986 und 1989 gewann sie den Boston-Marathon, 1989 außerdem den New-York-City-Marathon. Beim London-Marathon stellte sie 1985 einen Weltrekord auf (2:21:06 h), der fast 13 Jahre Bestand hatte, bis ihn Tegla Loroupe beim Rotterdam-Marathon 1998 brach. Kristiansen holte in London zwei weitere Siege (1987 und 1988). 
Auf der Bahn stellte Kristiansen drei Weltrekorde über 5000 Meter und zwei über 10.000 Meter auf, auf der Straße Weltrekorde über 10 km, 15 km, Halbmarathon und Marathon. Sie nahm an den Leichtathletikwettbewerben der Olympischen Spiele 1984 in Los Angeles und 1988 in Seoul teil. 1984 startete sie auf der Marathonstrecke und beendete den Lauf, nachdem sie lange zur Führungsgruppe gehört hatte, in der schnellen Zeit von 2:27:34 h auf dem vierten Platz. 1988 startete sie auf der 10.000-Meter-Strecke, konnte als Vorlauferste mit 31:44,69 min jedoch das Finale nicht erfolgreich beenden.
1986 und 1987 gewann Kristiansen die Wahl zu Norwegens Sportlerin des Jahres, 1986 die Morgenbladet-Goldmedaille.
Ingrid Kristiansen ist heute Mitglied des IAAF Cross Country & Road Running Committee sowie Vizepräsidentin der Norwegischen Läufervereinigung.

## Persönliche Bestleistungen
- 5000 m:  14:37,33 min, 5. August 1986, Stockholm
- 10.000 m:  30:13,74 min, 5. Juli 1986, Oslo
- 10-km-Straßenlauf: 30:59 min, 9. April 1989, Boston
- 15-km-Straßenlauf: 47:17 min, 21. November 1987, Monaco
- Halbmarathon: 1:08:31 h, 19. März 1989, New Bedford
- Marathon: 2:21:06 h, 21. April 1985, London